# Gardner C. Taylor
Gardner C. Taylor (* 18. Juni 1918 in Baton Rouge; † 5. April 2015 in Durham) war ein US-amerikanischer baptistischer Geistlicher und Bürgerrechtler.

## Leben
Taylor war der Sohn des Geistlichen Washington Taylor und dessen Frau Selina Taylor. Er erhielt 1937 seinen Bachelor of Arts vom historisch afroamerikanischen Leland College. Obwohl er in die University of Michigan Law School aufgenommen wurde, entschied er sich nach einem Autounfall stattdessen für die Priesterschaft und machte seinen Bachelor of Divinity am Oberlin College. 1948 wurde er als Pastor der Concord Baptist Church in Brooklyn berufen. 1958 wurde Taylor als einer der ersten Afroamerikaner in das Board of Education von New York City gewählt.
Taylor begegnete Anfang der 1950er Martin Luther King, der zu dieser Zeit Gastpredigten in seiner Kirche hielt. Später unterstützte er King tatkräftig in seiner Arbeit für die Bürgerrechtsbewegung. Beim Konvent der National Baptist Convention 1961 versuchten sie gemeinsam, den konservativen Präsidenten der Organisation Joseph H. Jackson zu stürzen. Als dieser sein Amt verteidigen konnte, gründeten sie gemeinsam mit anderen linken Baptisten die Progressive National Baptist Convention.
An der Concord Baptist Church wurde Taylor zu einem der bekanntesten Prediger der Vereinigten Staaten. Er erhielt den Beinamen „The Dean of American Preachers“ und wurde zum ersten schwarzen und ersten baptistischen Vorsitzenden des New York City Council of Churches. Er blieb bis zum seinem Ruhestand 1990 Pastor der Concord Baptist Church. Taylor predigte mehrmals vor dem Präsidenten Bill Clinton, der ihn 2000 mit der Presidential Medal of Freedom auszeichnete.
Taylor verstarb 2015.